# Böhse Onkelz
Böhse Onkelz (pronunciado ['bøːzə 'ɔŋkelz]; grafía deliberadamente incorrecta de böse Onkel, en alemán 'tíos malos') es una banda de rock alemana que estuvo en activo entre 1980 y 2005. En 2014, después de 9 años retomaron su actividad.
Durante su trayectoria, los Böhse Onkelz han editado quince discos de estudio, siete en vivo y dos recopilatorios. Consiguieron posicionar desde mediados de los años 1990 varias canciones entre las 10 primeras en las listas alemanas. Desde Viva Los Tioz (1998), prácticamente todos sus álbumes alcanzaron el primer puesto en las listas de ventas de discos en Alemania, a pesar del poco apoyo mediático con el que contaron debido a sus polémicos inicios.
En su página oficial y varias redes sociales oficiales de la banda se ha conocido su intención de volver a dar un concierto en el 2014.

## Miembros
- Kevin Russell: voz.
- Stephan Weidner: bajo y voz.
- Matthias Röhr: guitarra eléctrica.
- Peter Schorowsky: batería.

## Discografía

### Estudio
- 1984: Der nette Mann (Rock-O-Rama Records)
- 1985: Böse Menschen – Böse Lieder (Rock-O-Rama Records)
- 1985: Mexico (Mini-LP) (Rock-O-Rama Records)
- 1987: Onkelz wie wir… (Metal Enterprises)
- 1988: Kneipenterroristen (Metal Enterprises)
- 1989: Lügenmarsch (Picture-Mini-LP) (Metal Enterprises)
- 1990: Es ist soweit (Metal Enterprises)
- 1991: Wir ham’ noch lange nicht genug (Bellaphon Records)
- 1992: Heilige Lieder (Bellaphon Records)
- 1993: Weiß (Bellaphon Records)
- 1993: Schwarz (Bellaphon Records)
- 1995: Hier sind die Onkelz (Virgin Records)
- 1996: E.I.N.S. (Virgin Records)
- 1998: Viva los tioz (Virgin Records)
- 2000: Ein böses Märchen… …aus tausend finsteren Nächten (Rule 23)
- 2002: Dopamin (Rule 23)
- 2004: Adiós (Regel 23, antigua Rule 23)
- 2007: Onkelz wie wir (nueva grabación, Rule 23)
- 2016: Memento (Matapaloz)
- 2020: Böhse Onkelz (Matapaloz)

### Vivo
- 1992: Live in Vienna (doble LP/CD/VHS)
- 1997: Live in Dortmund (doble CD/VHS)
- 2001: Böhse Onkelz Tour 2000 (doble DVD y CD/VHS)
- 2001: 20 Jahre – Live in Frankfurt (doble DVD/CD)
- 2005: Live in Hamburg (doble CD)

### Recopilatorios
- 1994: Gehasst, verdammt, vergöttert …die letzten Jahre (2CD)
- 2001: Gestern war heute noch morgen (3 CD)